# Franz Hofer (Politiker, 1794)
Franz Seraph Hofer (* 26. April 1794 in Tegernheim; † 20. November 1865 in Passau) war ein deutscher Richter und Politiker.

## Leben
Hofer war der Sohn von Franz Hofer (* 1756) eines Försters, Ökonomierats und Weinbergbesitzers und dessen Ehefrau Barbara, geborene Gensberger. Er war katholischer Konfession und  heiratete 1824 Therese Gruber. Nach dem Tod der ersten Ehefrau 1830 heiratete er 1836 in zweiter Ehe die Brauerstochter Anna Kießling von Bogen.
Von 1814 bis 1818 studierte er Rechtswissenschaften an der Universität Landshut. Er war von 1820 bis 1822 Rechtspraktikant in Landshut, von 1822 bis 1824 Konzipient in verschiedenen Anwaltskanzleien in Passau und von 1824 bis 1825 Rechtspraktikant in Mitterfels. Danach arbeitete er als Richter. Zwischen 1825 und 1829 war er Patrimonialrichter in Falkenfels, Loitzendorf und Ratiszell, von 1829 bis 1843 Landgerichtsassessor in Vilsbiburg und dann von 1843 bis 1851 Landrichter, zunächst in Neustadt a. d. Saale, seit 1846 in Pfarrkirchen. 
Vom 24. Januar 1849 (für Carl Ostermüncher) bis zum 31. März 1849 vertrat er den Wahlkreis 5. Niederbayern (Pfarrkirchen) in der Frankfurter Nationalversammlung. Im Parlament blieb er fraktionslos und stimmte überwiegend mit der Rechten. Er gehörte zu den Abgeordneten, die gegen die Wahl Friedrich Wilhelms IV. zum Kaiser der Deutschen stimmten.
Sein Sohn aus erster Ehe, der Rechtspraktikant Karl Hofer, wurde 1850 wegen Beleidigung verurteilt. In der Folge wies Franz Hofer die Stadtverwaltung an, Nachforschungen gegen das Opfer der Beleidigungen einzuleiten. Dieses Vorgehen wurde von der Kreisverwaltung gerügt. Umgekehrt wurden nun von der Gegenseite Anzeigen gegen Franz Hofer wegen Misshandlung seiner zweiten Ehefrau, Verstöße gegen das Jagdgesetz und falscher Durchführung des Ablösegesetzes zugunsten der Bauern gestellt. In der Folge wurde er am 15. August 1851 zwangsweise in den Ruhestand versetzt und lebte dann in Passau.